# 99
Вижте пояснителната страница за други значения на 99.